# David Stockton
David Stockton (* 24. Juni 1991 in Spokane, Washington) ist ein US-amerikanischer Basketballspieler.
Nach dem Studium konnte sich Stockton in seinem Heimatland über die NBA Development League (D-League) für die NBA empfehlen. Für die NBA-Mannschaften Sacramento Kings und Utah Jazz bestritt er jeweils drei NBA-Spiele.

## Karriere
Während sein zwei Jahre älterer Bruder Michael, der später als Berufsbasketballspieler auch in der deutschen Basketball-Bundesliga unter Vertrag stand, an einem kleinen College in Salt Lake City studierte, wo der Vater John Stockton seine gesamte 19-jährige Profikarriere verbracht hatte, bekam David Stockton 2009 in Spokane einen Studienplatz an der Gonzaga University im Geburts- und Heimatort der Familie, an der auch der Vater studiert und die Grundlage für seine sportliche Karriere gelegt hatte. Nachdem David Stockton das erste Freshman-Jahr von Meisterschaftsspielen ausgesetzt hatte, kam er ab 2010 für die Hochschulmannschaft Bulldogs in der West Coast Conference (WCC) der NCAA zum Einsatz. Zu seinen Mannschaftskameraden zählten bis 2013 unter anderem der deutsche Nationalspieler Elias Harris und der kanadische Nationalspieler Kelly Olynyk sowie später auch dessen Kollege Kevin Pangos und der polnische Nationalspieler Przemysław Karnowski. In allen seinen Spielzeiten mit den Bulldogs zog Stockton mit der Mannschaft unter Trainer Mark Few in die landesweite NCAA-Endrunde ein und gewann bis auf 2012 auch immer das Meisterschaftsturnier der WCC. Nach zwei Zweitrundenniederlagen in der NCAA-Endrunde waren die Bulldogs im „Associated Press Top 25 Poll“ 2013 erstmals in der Geschichte die erstgesetzte Mannschaft, was sie zu einem der Favoriten der Endrunde machte, doch man verlor erneut im zweiten Spiel der Endrunde gegen die passenderweise Shockers genannte Mannschaft der Wichita State University. Auch in der folgenden Endrunde 2014 verlor man ohne Harris und Olynyk, die beide mit unterschiedlichem Erfolg zunächst in der NBA untergekommen waren, wiederum im zweiten Spiel der Endrunde.
Nach dem Ende seiner Studienzeit wurde Stockton in der NBA-Draft 2014 von keinem Klub ausgewählt, bekam aber in der Saisonvorbereitung einen Vertrag bei den Washington Wizards für zunächst gut eine Woche. Schließlich bekam Stockton einen Vertrag in der NBA Development League (D-League) bei den Bighorns aus Reno (Nevada), dem Farmteam der Sacramento Kings. Die Bighorns verpassten jedoch am Saisonende die Play-offs um die Meisterschaft dieser Spielklasse. Es gelang Stockton aber, sich für einen Kurzzeitvertrag im Februar 2015 bei den Kings zu empfehlen, bei dem er in der NBA im Spiel bei den Los Angeles Clippers debütierte. Nach dem Ende der Hauptrunde der D-League verpflichteten die Kings Stockton längerfristig, der noch auf zwei weitere Einsätze in der NBA-Spielzeit 2014/15 kam, in der die Kings ebenfalls die Qualifikation für die Play-offs verfehlten. In der Vorbereitung für die folgende Saison beendeten die Kings das Engagement knapp eine Woche vor Saisonbeginn bereits wieder. Einen Monat später kehrte Stockton nach Saisonbeginn der D-League zu den Reno Bighorns zurück.
Nach weiteren kurzen Stationen in Kroatien (KK Cedevita Zagreb) und Neuseeland (New Zealand Breakers) kehrte Stockton zur Saison 2017/18 zu den Reno Bighorns zurück, nachdem er zuvor es nicht in den endgültigen Kader der Phoenix Suns geschafft hat. Im März 2018 folgte das Angebot der Utah Jazz aus der NBA, die Stockton für einen begrenzten Zeitraum verpflichteten. Im Anschluss folgte eine Verpflichtung Stocktons für den Rest der Saison. Während er in der D-League gute Leistungen zeigte, gelang ihm der Durchbruch in der NBA nicht.
In der Sommerpause 2018 nahm er ein Angebot des deutschen Bundesligisten Medi Bayreuth an und wechselte somit in die Spielklasse, in der sein Bruder Michael schon vor ihm tätig war. Stockton wurde in 20 Bundesligaspielen eingesetzt, erzielte im Durchschnitt 9,8 Punkte pro Begegnung und bereitete 4,1 Korberfolge seiner Nebenleute vor.
Anfang Oktober 2019 gab die NBA-Mannschaft Los Angeles Lakers Stocktons Verpflichtung und noch im selben Monat dann wieder die Trennung bekannt. Er blieb allerdings in Kalifornien und verstärkte die der NBA-Mannschaft angeschlossenen South Bay Lakers in der NBA-G-League. Ende Oktober 2020 einigte er sich mit den Mets de Guaynabo (Puerto Rico) auf einen Vertrag, kurz nachdem er stellvertretender Vorsitzender der Spielergewerkschaft der NBA-G-League geworden war. Zu der Mannschaft kehrte er 2021 zurück, nachdem er für Memphis Hustle in der NBA-G-League 15 Einsätze verbucht hatte.
Die Fort Wayne Mad Ants aus der NBA-G-League sicherten sich 2022 Stocktons Dienste. Im September 2022 wurde Stockton von den Indiana Pacers mit einem Vertrag ausgestattet, einen Platz im Aufgebot der Pacers für die NBA-Saison 2022/23 erhielt er nicht und wurde, wie vorgesehen, Spieler in Fort Wayne. Im September 2023 wurde er von der Mannschaft NBA G League Ignite verpflichtet.